# Signifié et signifiant
Issus de la linguistique, les termes signifié et signifiant sont fréquemment amalgamés. Cet article vise à clarifier ces notions.
Pour les articles homonymes, voir Signifiant.

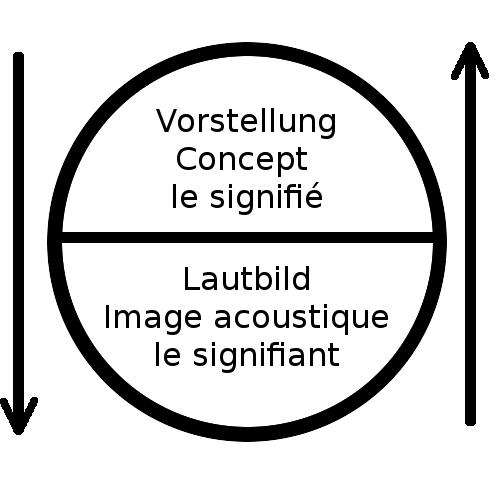
Signifiant et signifié, d'après un schéma de Saussure.

En linguistique, le signifié et le signifiant sont les deux faces complémentaires  du concept de signe linguistique développé par Ferdinand de Saussure et à sa suite par l'école structuraliste. Le signifié est la représentation mentale du concept associé au signe, tandis que le signifiant est la représentation mentale de la forme et de l'aspect matériel du signe. 
On distingue le signifié d'un signe de son référent, l'objet (ou ensemble d'objets) désigné par le signe. Au sein du signifié, on peut distinguer dénotation et connotation, la dénotation étant plus ou moins le sens littéral (qu'un dictionnaire cherche à définir) et la connotation l'ensemble des sens figurés potentiels ou dans un contexte donné.
Ferdinand de Saussure (1857-1913) déclare que deux choses constituent le signe linguistique : le signifiant et le signifié. On ne peut pas distinguer les deux, mais on doit comprendre que les deux se mélangent pour donner le sens. Par définition, le signe linguistique peut exister seulement dans un moment précis ; c’est un élément synchronique. Selon Saussure, c’est parce que le signifié et le signifiant portent tous deux un sens relatif au temps étudié. En étudiant Saussure, une idée fausse fréquemment énoncée est que les signifiants sont des choses que l'on peut dire et les signifiés sont des choses que l'on voit en réalité. Linguistiquement, il y a un problème persistant en ce qui concerne la relation entre la langue (le système de communication) et la parole (l’articulation réalisée).
Selon une thèse connue de Saussure, la relation entre le signifiant et le signifié est arbitraire. Il n’y a aucune raison qu’on choisisse un signifiant particulier pour décrire un signifié. En d'autres termes, les deux n’ont pas de relation naturelle, parce que les propriétés du mot ne dépendent pas de la nature du signifié. De plus, la relation entre le signifiant et le signifié est conventionnelle. Les membres d'une communauté linguistique doivent apprendre quels mots correspondent à quelles images. En d'autres termes, il y a des centaines de façons de dire « eau », les anglophones disent water, les locuteurs italiens disent acqua et les hispanophones disent agua. S'il n'y avait pas accord sur quel mot utiliser, personne ne pourrait décrire le liquide. En examinant la nature arbitraire et conventionnelle de la relation entre le signifié et le signifiant, il apparaît qu'on ne peut pas étudier le signe linguistique diachroniquement. Au fil du temps, la relation entre un mot et une image évolue.

## Signifié
Le signifié est le concept, c'est-à-dire la représentation mentale d'une chose. Contrairement à une idée répandue, la langue n'est pas un répertoire de mots qui refléteraient les choses ou des concepts préexistants en y apposant des étiquettes. Si c'était le cas, les mots d'une langue, comme ses catégories grammaticales, auraient toujours leur correspondant exact dans une autre. Cette observation conduit Saussure à distinguer signification et valeur : « mouton » et « sheep » ont le même sens, mais n'ont pas la même valeur, puisque l'anglais pour sa part distingue sheep, l'animal, de sa viande mutton ; il en est aussi ainsi de l'opposition passé défini (simple) / passé indéfini (composé), qui exprime une opposition d'aspect en anglais ou en espagnol, une valeur d'usage (écrit/oral) en français contemporain. Ainsi le contenu (le signifié) est un concept défini négativement du fait de l'existence ou de l'absence dans une langue d'autres concepts qui lui sont opposables.

## Signifiant
Le signifiant est l'image acoustique d'un mot. En logique classique, on parle de son de voix significatif par convention. Ce qui importe dans un mot, ce n'est pas sa sonorité en elle-même, mais les différences phoniques qui le distinguent des autres. Sa valeur découle de ces différenciations. Chaque langue construit son lexique à partir d'un nombre limité de phonèmes, caractérisés comme les signifiés, non par leur qualité propre et positive, mais par ce qui les oppose : rouler un « r » en français est sans conséquence pour la compréhension ; ne pas le faire en arabe conduit à des confusions, puisque cette langue comporte à la fois une apicale vibrante [r] (« r » roulé) et une fricative vélaire sonore [ġ] (proche du « r » grasseyé français). Les mots rasoul (messager) et ġasoul (lessive) ne se distinguent que par l'opposition r/ġ.